# 국제무도대학
국제무도대학 (國際武道大學, 일본어: 国際武道大学, こくさいぶどうだいがく 고쿠사이부도다이가쿠[*], 영어: International Budo University)은 일본의 사립 대학이다. 캠퍼스는 지바현 가쓰우라시 신칸 841번지에 있으며, 1984년에 세워졌다. 체육, 무술 등을 주로 교육하고 연구하며, 도카이 대학과 자매결연했다.
유도 유단자 출신으로 도카이 대학을 세운 마쓰마에 시게요시, 1967년부터 1999년까지 가쓰우라 시장을 지내 온 야마구치 요시테루가 가쓰우라를 학원 도시로 만든다는 목적으로 계획하여, 시유지에 세운 대학이다. 이와 함께 야마구치 전 시장은 국제무도대학의 이사장을 지냈으며, 일본 무도관의 연구 센터를 가쓰우라 시에 유치했다.
일본 풋볼 리그 선수 다카야스 료스케가 국제무도대학을 나왔다. 또 경식야구부가 활동 중이며, 여기서 여러 명의 실업 야구 선수와 프로 야구 선수가 나왔다. 일본 프로야구 센트럴 리그 팀인 요미우리 자이언츠의 감독 하라 다쓰노리가 2009년 4월부터 국제무도대학의 객원 교수를 겸임하고 있다.

## 교통
- 동일본 여객철도 소토보 선 가쓰우라역 - 도쿄역까지 운행하는 특급 《와카시오》 호가 정차한다.